# Gabriel Felipe de Ochoa

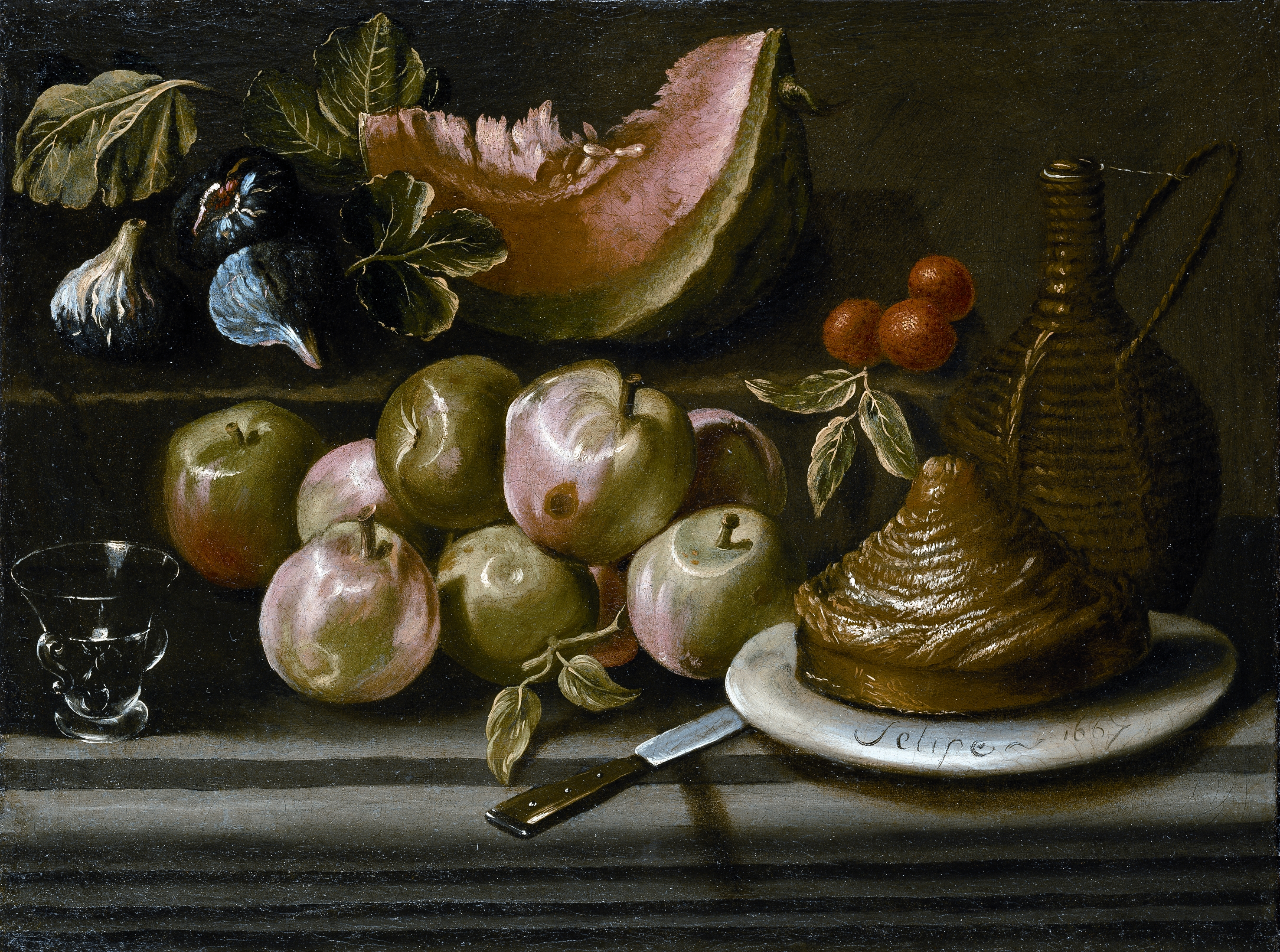
Bodegón de frutas, garrafa de vino y vaso de vidrio, óleo sobre lienzo, 49 x 64 cm, Madrid, Museo del Prado. Firmado Felipe 1667.

Gabriel Felipe de Ochoa (fl. 1626 - 1671), fue un pintor barroco español activo en Madrid.

## Biografía y obra
Gabriel Felipe o Gabriel Felipe de Ochoa aparece documentado con título de pintor el 8 de febrero de 1626 al bautizar a una hija de nombre Ángela en la parroquia de San Sebastián de Madrid. Residía en la calle de Huertas, en casas propias, y estaba casado con Isabel López que falleció sin testar en marzo de 1640.
Junto a estos escuetos datos familiares, a los que cabe agregar el sepelio de una hija, de la que no se da el nombre, en 1627 y el bautizo de un hijo de nombre Gabriel en 1628, se documenta su intervención en tasaciones de pinturas, entre ellas la colección dejada a su muerte por Alonso de Arce (1666), formada por «tres lienzos de historia de la Arca de Noé», dieciséis paisajes y tres «fruteros», y la del contador de su majestad Juan de Iriarte (1671), que constaba de seis cuadros de batallas de David, una Inmaculada y algunos paisajes.
Con su trabajo de pintor, a falta de documentación, únicamente se ha podido poner en relación un excelente bodegón de frutas, garrafa de vino, vaso de vidrio y pastel de carne firmado «Felipe 1667», ingresado en 2006 en el Museo del Prado con la colección Naseiro. 